# Ego Eye
 (janvier 2018).
Albums de KaS Product
By Pass
(1983) Black & Noir
(1990)
Ego Eye est le troisième album du groupe de cold wave français KaS Product, sorti en 1986.
La réédition de 2015 fait apparaître deux titres bonus, Ain't It So Good (en piste 7) et Shoo Shoo (Out Of Sight) (en piste 13), morceaux qui ont été initialement publiés sur le single 7" Shoo Shoo / Ain't It So Good en 1985.

## Liste des titres
Toutes les chansons sont écrites et composées par Mona Soyoc et Spatsz (KaS Product).
|       | 'Face A'           |      |
| A1.   | Fever Lust         | 3:35 |
| A2.   | So Bad             | 3:09 |
| A3.   | Peep Freak         | 3:53 |
| A4.   | Gift of the Gods   | 3:19 |
| A5.   | Street Haunt       | 3:38 |
| A6.   | Above              | 2:20 |
|       | 'Face B'           |      |
| B1.   | See for Yourself   | 3:45 |
| B2.   | Razz               | 4:04 |
| B3.   | Clown              | 3:49 |
| B4.   | Nothing in the Way | 3:42 |
| B5.   | Until Then         | 2:57 |
| 38:10 |                    |      |

| Réédition CD et vinyle LP inclus 2 titres supplémentaires (France, More Over, 26 janvier 2015) | Réédition CD et vinyle LP inclus 2 titres supplémentaires (France, More Over, 26 janvier 2015) | Réédition CD et vinyle LP inclus 2 titres supplémentaires (France, More Over, 26 janvier 2015) | Réédition CD et vinyle LP inclus 2 titres supplémentaires (France, More Over, 26 janvier 2015) | Réédition CD et vinyle LP inclus 2 titres supplémentaires (France, More Over, 26 janvier 2015) | Réédition CD et vinyle LP inclus 2 titres supplémentaires (France, More Over, 26 janvier 2015) | Réédition CD et vinyle LP inclus 2 titres supplémentaires (France, More Over, 26 janvier 2015) | Réédition CD et vinyle LP inclus 2 titres supplémentaires (France, More Over, 26 janvier 2015) | Réédition CD et vinyle LP inclus 2 titres supplémentaires (France, More Over, 26 janvier 2015) | Réédition CD et vinyle LP inclus 2 titres supplémentaires (France, More Over, 26 janvier 2015) |
| No                                                                                             | Titre                                                                                          | Durée                                                                                          |                                                                                                |                                                                                                |                                                                                                |                                                                                                |                                                                                                |                                                                                                |                                                                                                |
| ---------------------------------------------------------------------------------------------- | ---------------------------------------------------------------------------------------------- | ---------------------------------------------------------------------------------------------- | ---------------------------------------------------------------------------------------------- | ---------------------------------------------------------------------------------------------- | ---------------------------------------------------------------------------------------------- | ---------------------------------------------------------------------------------------------- | ---------------------------------------------------------------------------------------------- | ---------------------------------------------------------------------------------------------- | ---------------------------------------------------------------------------------------------- |
| 1.                                                                                             | Fever Lust                                                                                     | 3:38                                                                                           |                                                                                                |                                                                                                |                                                                                                |                                                                                                |                                                                                                |                                                                                                |                                                                                                |
| 2.                                                                                             | So Bad                                                                                         | 3:11                                                                                           |                                                                                                |                                                                                                |                                                                                                |                                                                                                |                                                                                                |                                                                                                |                                                                                                |
| 3.                                                                                             | Peep Freak                                                                                     | 3:55                                                                                           |                                                                                                |                                                                                                |                                                                                                |                                                                                                |                                                                                                |                                                                                                |                                                                                                |
| 4.                                                                                             | Gift Of The Gods                                                                               | 3:22                                                                                           |                                                                                                |                                                                                                |                                                                                                |                                                                                                |                                                                                                |                                                                                                |                                                                                                |
| 5.                                                                                             | Street Haunt                                                                                   | 3:40                                                                                           |                                                                                                |                                                                                                |                                                                                                |                                                                                                |                                                                                                |                                                                                                |                                                                                                |
| 6.                                                                                             | Above                                                                                          | 2:22                                                                                           |                                                                                                |                                                                                                |                                                                                                |                                                                                                |                                                                                                |                                                                                                |                                                                                                |
| 7.                                                                                             | Ain't It So Good                                                                               | 3:47                                                                                           |                                                                                                |                                                                                                |                                                                                                |                                                                                                |                                                                                                |                                                                                                |                                                                                                |
| 8.                                                                                             | See For Yourself                                                                               | 4:06                                                                                           |                                                                                                |                                                                                                |                                                                                                |                                                                                                |                                                                                                |                                                                                                |                                                                                                |
| 9.                                                                                             | Razz                                                                                           | 3:50                                                                                           |                                                                                                |                                                                                                |                                                                                                |                                                                                                |                                                                                                |                                                                                                |                                                                                                |
| 10.                                                                                            | Clown                                                                                          | 3:44                                                                                           |                                                                                                |                                                                                                |                                                                                                |                                                                                                |                                                                                                |                                                                                                |                                                                                                |
| 11.                                                                                            | Nothing In The Way                                                                             | 3:00                                                                                           |                                                                                                |                                                                                                |                                                                                                |                                                                                                |                                                                                                |                                                                                                |                                                                                                |
| 12.                                                                                            | Until Then                                                                                     | 3:56                                                                                           |                                                                                                |                                                                                                |                                                                                                |                                                                                                |                                                                                                |                                                                                                |                                                                                                |
| 13.                                                                                            | Shoo Shoo (Out Of Sight)                                                                       | 4:53                                                                                           |                                                                                                |                                                                                                |                                                                                                |                                                                                                |                                                                                                |                                                                                                |                                                                                                |
| 47:14                                                                                          |                                                                                                |                                                                                                |                                                                                                |                                                                                                |                                                                                                |                                                                                                |                                                                                                |                                                                                                |                                                                                                |

## Crédits

### Membres du groupe
- Mona Soyoc : chant, guitare, claviers
- Spatsz : chant, instruments (acoustiques et électroniques)

### Équipes technique et production
- Production, composition : KaS Product
- Ingénierie : Jean Trenchant
- Photographie : Bernard Rouffignac, Paul Slattery
- Design : Anne Boissez